# 教廷
在天主教會，教廷（拉丁語：Curia；或稱為「廷」）是個別教會／地方教會的管理人員與機構組成之團體，主要功能為輔助主教等高級神職人員管理與領導教會。其狹義上指各教區的「教區廷」，較多翻譯為「主教公署」，廣義上則包含羅馬教廷等實施聖統制的基督教宗派之核心領導機構。
與其他天主教會的機構相同，「教廷」的組織雛形來自於古羅馬。（英語對應字為，與法院同字）是古羅馬的一種地方統治單位，在基督教成為羅馬帝國國教後，也負責管理各地方的教會事務。西羅馬帝國滅亡後，原有世俗政治的消失，但教會的仍延續下來，並演變為今日的功能。
值得注意的是，在中文的使用上，「教廷」一詞常等同於羅馬教廷，而天主教會本身也如此使用，如聖座及中華民國互相設置的外交代表機構即稱「教廷駐華大使館」及「中華民國駐教廷大使館」。

## 教區廷
無論拉丁禮教區或東方禮教區（Eparchy），均設有一個「教區廷」（Diocesan curia）來輔助主教管理整個教區。
教區廷通常包含副主教（通常兼任教區廷的首席負責人）、主教代表、秘書長（Chancellor）、教會公證人、以及財務長與財務委員會。教區主教可視各地實際需求在教區廷增設機構與職位。
在中文環境，教區廷多譯為主教公署，部分教區則命名為教區辦事處（Diocesan chancery）。

## 宗主教廷
東方基督教的宗主教區和大總主教區設有一辦事機構，稱為「宗主教廷」（Patriarchal Curia），以協助宗主教和大總主教管理自治教會（Sui juris Church），其功能與教區廷略有不同。
除了教區廷具有的單位外，宗主教廷還設有常設性的教務會議（Synod）、禮儀委員會、事務委員會與教務法院。最多三名主教會被挑選在宗主教廷服務。

## 羅馬教廷
聖座擁有一個辦事機構，即羅馬教廷，協助教宗管理與領導全世界的天主教會。羅馬教廷包含國務院、聖部、教務法院、宗座理事會、宗座委員會等單位，組織架構與東方基督教的宗主教廷類似。